# Hugh Herr
Hugh Herr, né le 25 octobre 1964 à Lancaster (Pennsylvanie), est un grimpeur, ingénieur et biophysicien américain.
Grimpeur de haut niveau, il doit être amputé de ses deux jambes au niveau du genou à la suite d'une mésaventure lors d'une ascension. Il cherche malgré tout à continuer à escalader et crée des jambes prothétiques lui permettant d'escalader à nouveau au plus haut niveau. Il travaille toujours dans la recherche dans le secteur de la biophysique au sein du MIT Media Lab.

## Biographie
Benjamin de cinq frères et sœurs d'une famille mennonite de Lancaster (Pennsylvanie), Hugh Herr est un prodige de l'escalade : à huit ans, il gravit une des faces du mont Temple (3 544 m) dans les Rocheuses canadiennes, et à dix-sept ans, il est reconnu comme étant l'un des meilleurs grimpeurs des États-Unis.
En janvier 1982, après avoir fait l'ascension d'une paroi de glace techniquement difficile à Huntington Ravine sur le Mont Washington (New Hampshire), Hugh Herr et son compagnon d'escalade Jeff Batzer sont pris dans un blizzard et sont désorientés. Ils finissent par descendre dans le cirque glaciaire du Great Gulf (en), où ils passent trois nuits à −29 °C. Quand ils sont secourus, ils souffrent d'une gelure sévère, et les deux jambes de Herr doivent être amputées sous les genoux, tandis que Batzer perd la moitié de sa jambe gauche, les orteils de son pied droit et les doigts de sa main droite. Lors de l'opération de sauvetage, le volontaire Albert Dow est tué par une avalanche.
Quelques mois après ses opérations et sa réhabilitation, Hugh Herr fait ce que ses docteurs lui avaient annoncé comme impossible : grimper à nouveau. Utilisant des prothèses qu'il a lui-même élaborées, il crée des pieds prothétiques avec un gros orteil suffisamment rigide pour faire qu'il soit possible de rester debout sur les bords d'une petite pierre, ainsi que des pieds en titane qui l'aident à grimper des murs de glace escarpés. Il utilise ces prothèses pour ajuster sa taille — de 1,5 à 2,4 m[réf. nécessaire] — et éviter des positions étranges du corps où il ne pourrait d'ordinaire pas atteindre ses pieds avec les mains.
Grâce à ces prothèses, Hugh Herr parvient à escalader des parois de plus haut niveau que celles qu'il grimpait avant son accident, faisant de lui la première personne ayant une amputation importante à être aussi performant dans un sport que des personnes non-handicapées au plus haut niveau,.

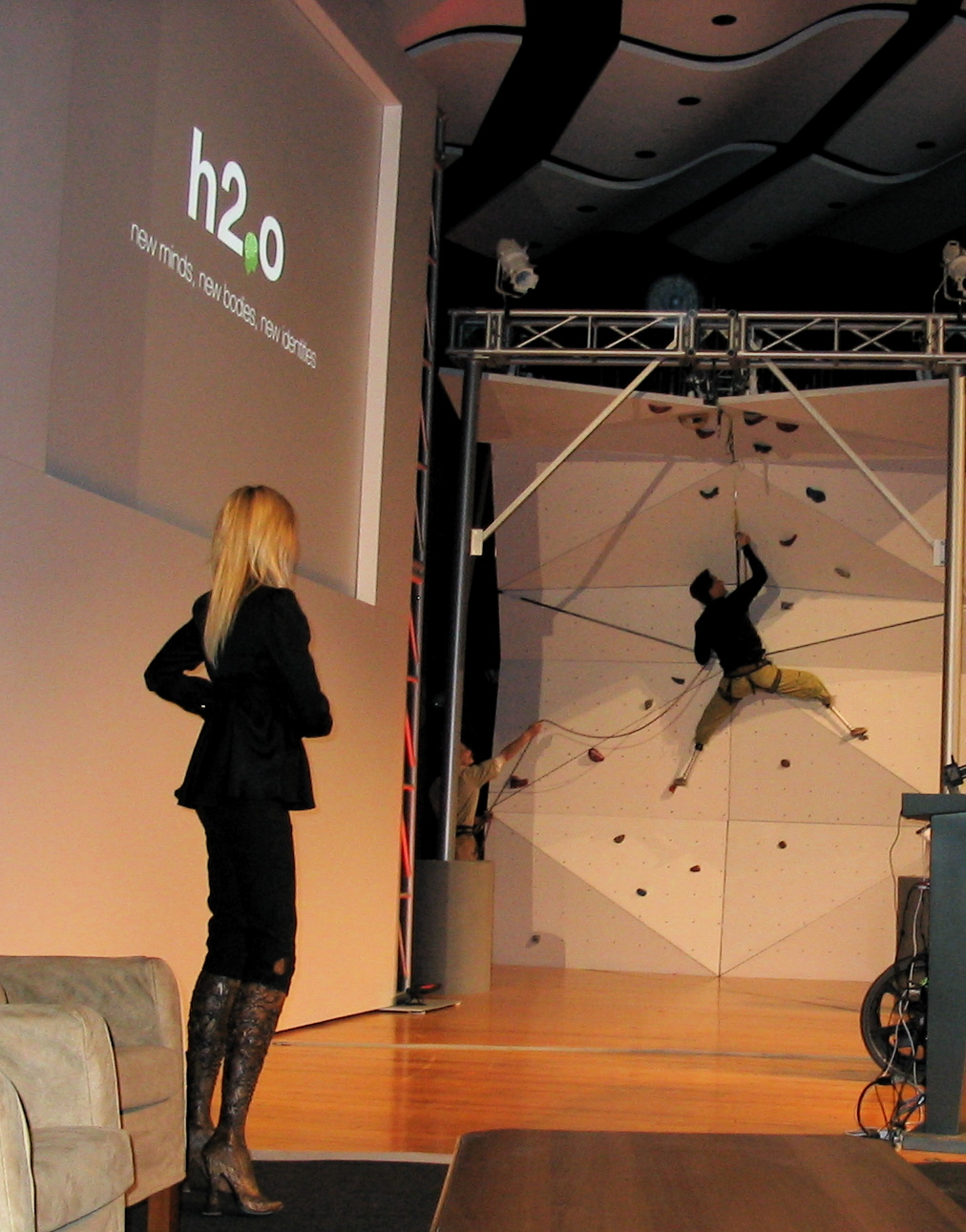
Hugh Herr escaladant un mur avec ses jambes prothétiques en 2007.

## Ascensions notables
- 1983 : Vandals, Gunks, avec Lynn Hill et Russ Clune, premier 5.13 sur la Côte Est[4]
- 1984 : Stage Fright (5.12c X), première ascension du Cathedral Ledge, North Conway[5]
- 1986 : Ride of the Valkyries (5.12a), première ascension du Careno Crag, Leavenworth[6]
- 1986 : City Park (5.13c), deuxième ascension du Index Town Walls[7]

## Prix et reconnaissance
- Sports Hall of Fame 1989
- United States College Academic Team 1990
- Young American Award 1990
- Science magazine Next Wave: Best of 2003
- TIME magazine Top Ten Inventions 2004[8]
- Popular Mechanics Breakthrough Leadership Award 2005
- TIME magazine Top Ten Inventions 2007[9]
- 13th Heinz Award in Technology, the Economy and Employment 2007[10]
- Action Maverick Award 2008
- Spirit of Da Vinci Award 2008[11]
- Smithsonian magazine's American Ingenuity Award 2014 dans la catégorie Technologie
- R&D Magazine’s 2014 Innovator of the Year[12]
- Prix Princesse des Asturies 2016 dans la catégorie Recherche scientifique et technique[13]

Par ailleurs, une bourse de 7,2 millions de dollars a été concédée par le département des Anciens combattants des États-Unis et le Providence VA Center for Restorative and Regenerative Medicine pour créer des membres « biohybrides » afin de restaurer les fonctions naturelles aux personnes amputées en 2004.